# Philip Guston
Philip Guston (Montreal, 27 de julio de 1913 - Nueva York, 7 de junio de 1980) fue un célebre pintor de la Escuela de Nueva York en la que se encuentran numerosos pintores del expresionismo abstracto como Jackson Pollock y Willem de Kooning. En los años 1960, Guston llevó a cabo la transición del modernismo hacia el postmodernismo en pintura, abandonando lo que se llamó la «abstracción pura» del expresionismo abstracto en favor de un estilo más cercano al tebeo para rendir diversos símbolos y objetos personales de la vida cotidiana de esta forma volver  a representar al hombre común en la escena artística de esos años.